# Joaquín Rojí

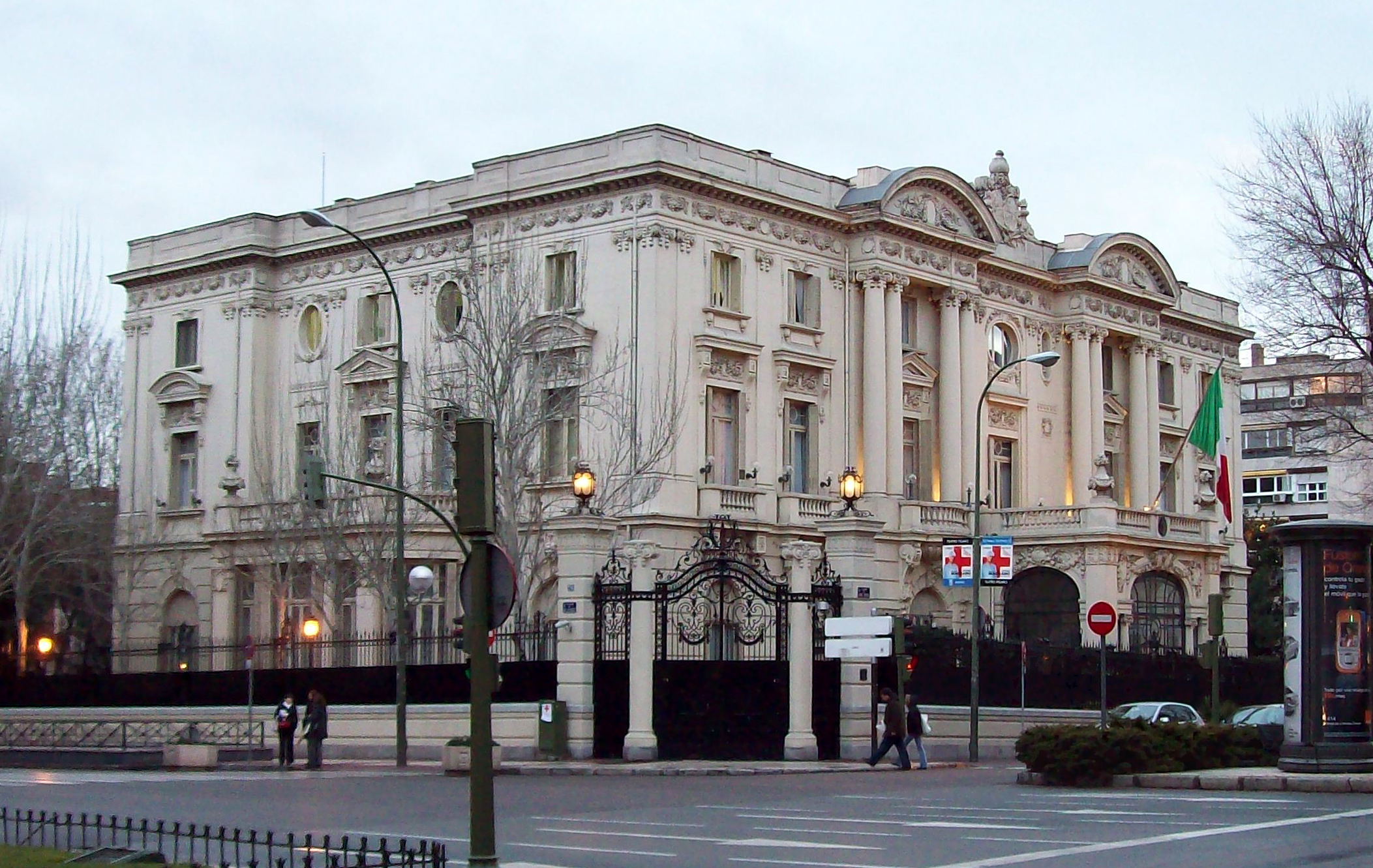
El Palacio de Amboage, sede de la Embajada Italiana es una de sus más destacadas obras en Madrid.

Joaquín Rojí López-Calvo (Valladolid, 1878-Madrid, 3 de marzo de 1932) fue un arquitecto español. Entre sus obras madrileñas más destacadas se encuentra el Palacio de Amboage (actual sede de la Embajada de Italia en Madrid) que realiza en 1918. Su estilo arquitectónico se enmarcó dentro de la corriente ecléctica dominante a finales del siglo XIX.

## Carrera
Obtiene su título de Arquitectura en la Escuela de Madrid en el año 1902. Tras sus estudios inicia colaboraciones con Alfonso Dubé, ambos a las órdenes de Adaro. En Madrid realiza diversas obras, entre ellas el edificio situado frente al Hotel Palace (sede central de Groupama en la Plaza de las Cortes). Destaca el Palacio de Amboage (1914 - 1917) para los marqueses de Amboage, situado entre las calles Juan Bravo, Velázquez, Padilla y Lagasca, en el barrio de Salamanca. Se presenta al concurso del Casino Militar en la Gran Vía (número 13), finalmente gana Eduardo Eznarriaga en el periodo 1914-1916. Realiza la restauración del Convento de las Salesas Reales, que sufrió un devastador incendio que aunque no afectó a la iglesia devastó las antiguas dependencias conventuales, usadas desde finales del siglo XIX como sede del Tribunal Supremo. Las obras de reconstrucción comenzaron en 1921 y finalizaron en 1926. 
Realiza fuera de Madrid obras como el Instituto de Enseñanza Secundaria Valle-Inclán en Pontevedra y el Edificio del Instituto de Enseñanza Secundaria Celia Viñas en Almería.